# Strokkur

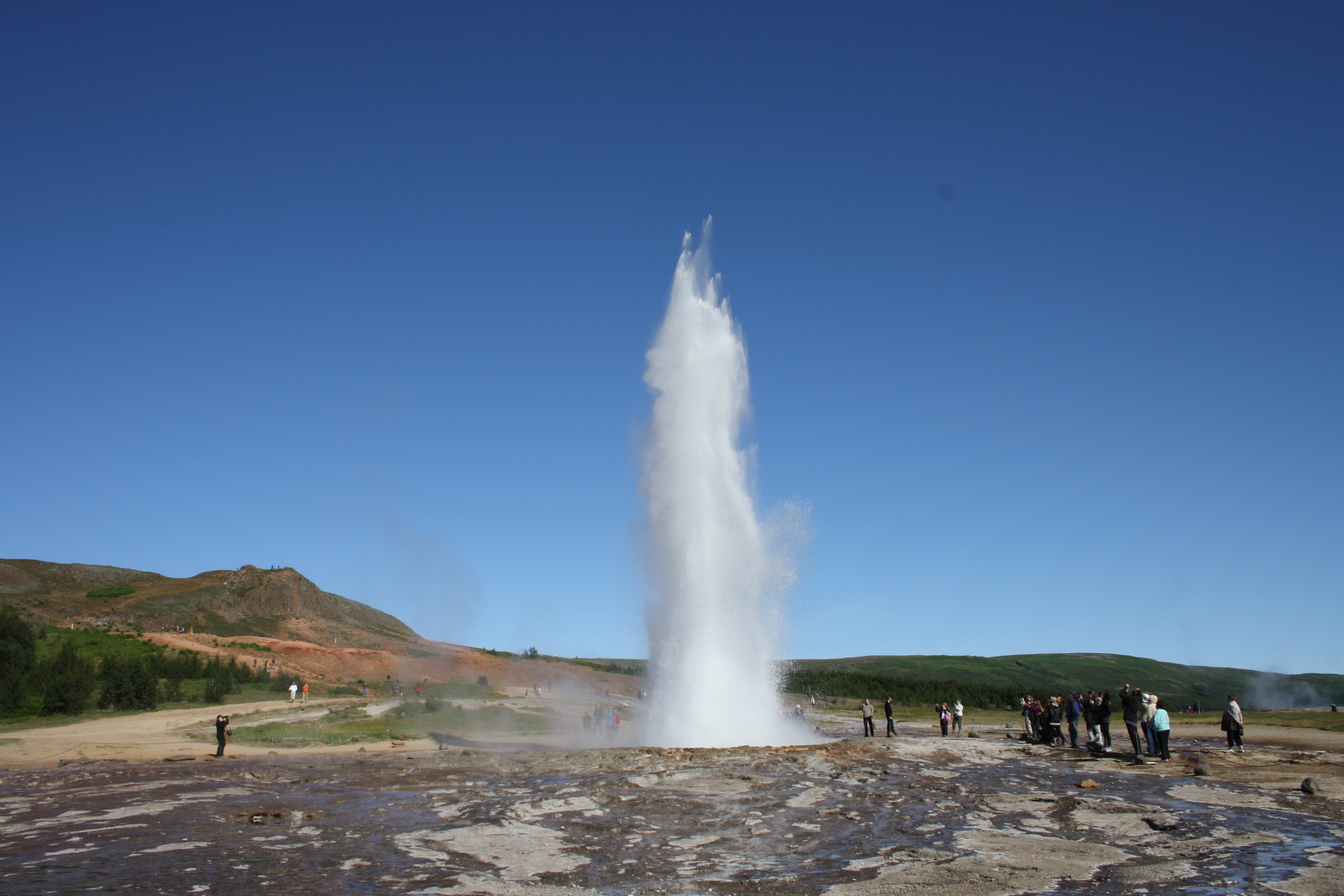
Strokkur

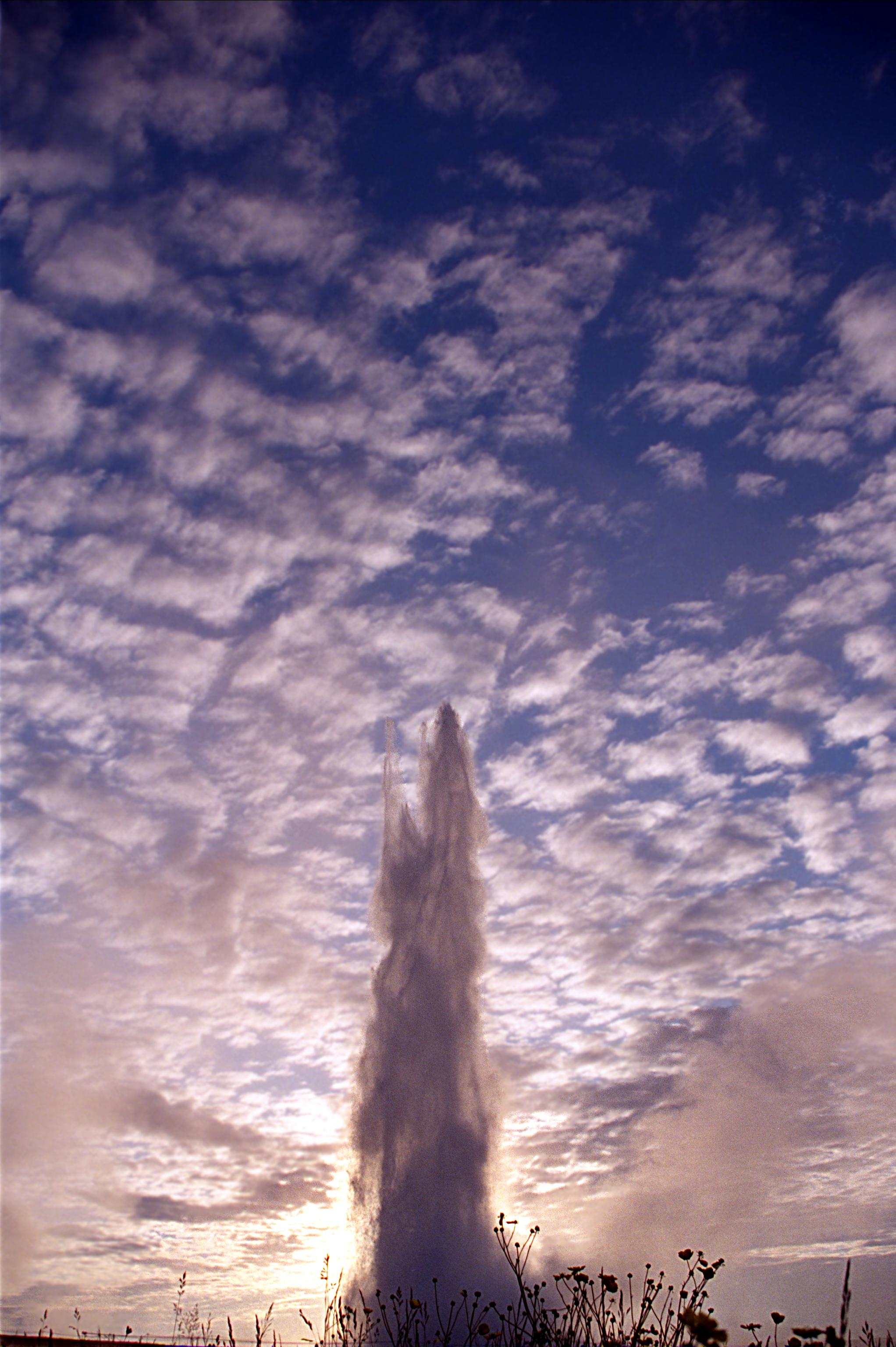
Dampf- und Wassersäule des Strokkur

Der Strokkur ['strɔhkʏr] (isländisch: Butterfass) ist ein Geysir in Island.

## Lage und Ausbrüche

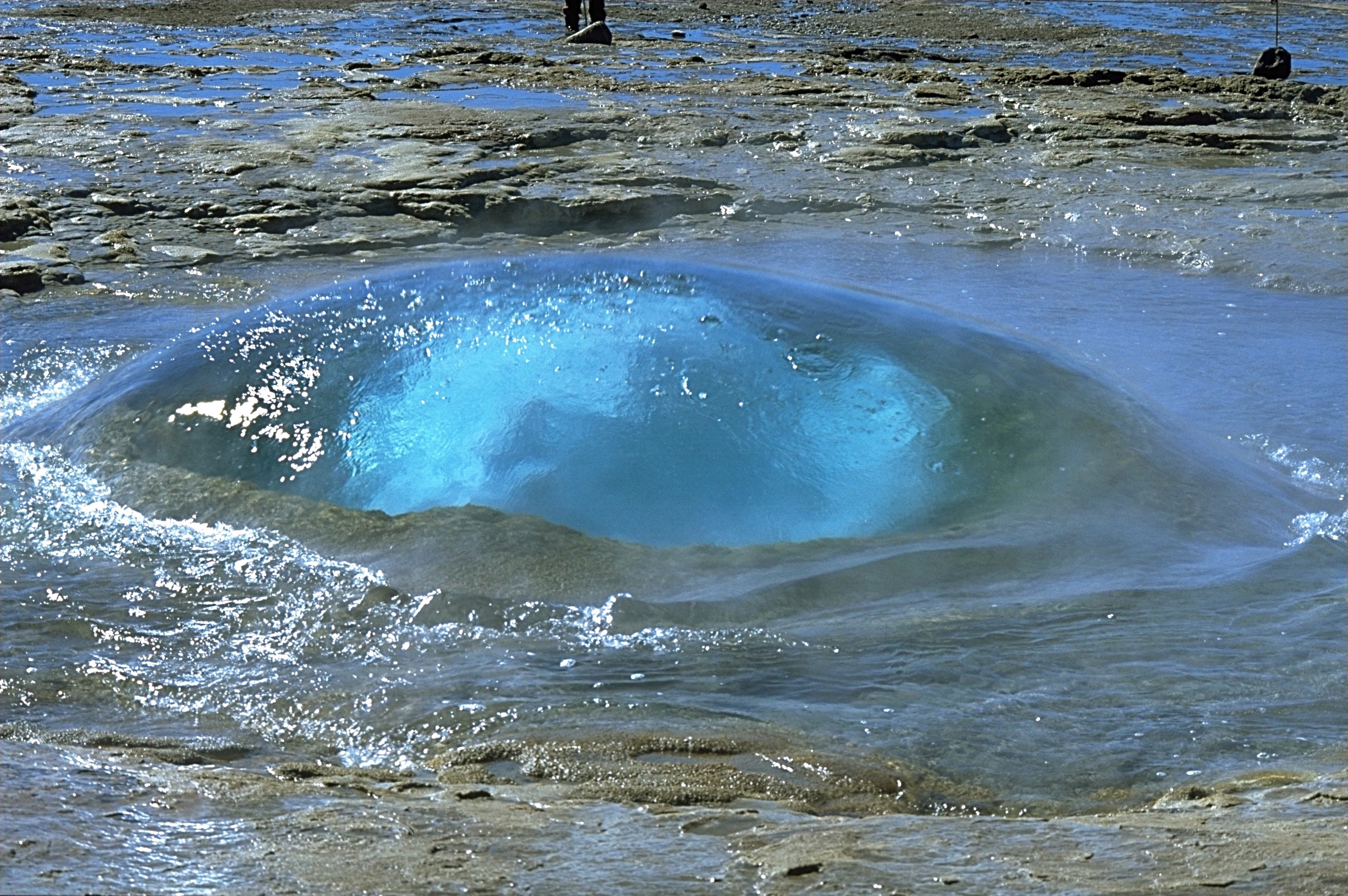
Der Strokkur unmittelbar vor dem Ausbruch

Der Geysir befindet sich neben dem nur noch selten ausbrechenden Großen Geysir im Heißwassertal Haukadalur auf dem Gemeindegebiet von Bláskógabyggð im Süden der Insel. Seine Ausbrüche erfolgen regelmäßig im Abstand von ca. 10 Minuten und manchmal bis zu dreimal kurz hintereinander. Die kochende Wassersäule des Strokkur erreicht eine Höhe von 25 bis 35 Meter.
Das Haukadalur mit seinen Geysiren gehört neben Þingvellir und dem Wasserfall Gullfoss zum Golden Circle, in dem sich die wichtigsten Sehenswürdigkeiten im Süden Islands befinden.

## Sonstiges
Der Strokkur trägt in der Simpsons-Episode Die Legende von Carl (OT: The Saga of Carl Carlson, Staffel 24) dazu bei, die Herkunft von Carl Carlson zu ermitteln.